# سیسیل بیتون
سرسیسیل والتر هاردی بیتون (به انگلیسی: Sir Cecil Walter Hardy Beaton) (۱۴ ژانویه ۱۹۰۴–۱۸ ژانویه ۱۹۸۰) یک عکاس مد و پرتره، طراح داخلی و برنده جایزه اسکار طراحی صحنه و لباس برای فیلم‌ها تئاتر است.
بیتون بیشتر بخاطر عکس‌های پرتره‌ای که از خانواده سلطنتی انگلستان و همینطور ستاره‌های مشهور بین‌المللی گرفت مطرح و شناخته شده‌است؛ اما فعالیت این هنرمندِ پرکار تنها در عکاسی خلاصه نمیشد، وی علاوه بر عکاسی، به عنوان نویسنده و تصویرگر کتاب، طراح صحنهٔ آثار نمایشی، طراح لباس و صحنهٔ فیلم نیز کار می‌کرد.
بیتون که دانش آموختهٔ مدرسه خصوصی هارو و کمبریج بود، چهاردهم ژوئن سال ۱۹۰۴ در لندن و در خانواده ای نسبتاً مرفه متولد شد. پدرش والتر هاردی بیتون تاجر الوار و مادرش اتی سیسون بود و دو خواهر به نام‌های نانسی و بابا و یک برادر به نام ریگی داشت.
بیتون در کودکی توسط پرستارش که یک دوربین کداک A۳ داشت، یادگیری اصول عکاسی را آغاز کرد. او پس از رسیدن به مهارت کافی عکسهایش را برای مجلات اجتماعی لندن ارسال می‌کرد؛ اغلب با نامی مستعار زیر آن‌ها را امضا می‌کرد و قید می‌کرد «اثر بیتون».
اولین عکسی که از بیتون منتشر شد در مجلهٔ ووگ بود. این عکس به گفتهٔ خودِ بیتون «عکس فوری و تار و مبهمی بود که در آن بازیگر نقش دوشس مالفی زیر نورِ فضای بیرون دستشویی مردانهی تئاتر ADC (همچون نوری که زیر آب دیده میشود) در کمبریج ایستاده بود»
پس از دورهای که در استودیوی «پاول تنکواری» هنر عکاسی را به صورت حرف‌های می آموخت و هم‌زمان با استخدام رسمی اش در مجلهٔ ووگ در سال ۱۹۲۷، استودیوی شخصی خود را برپا کرد.

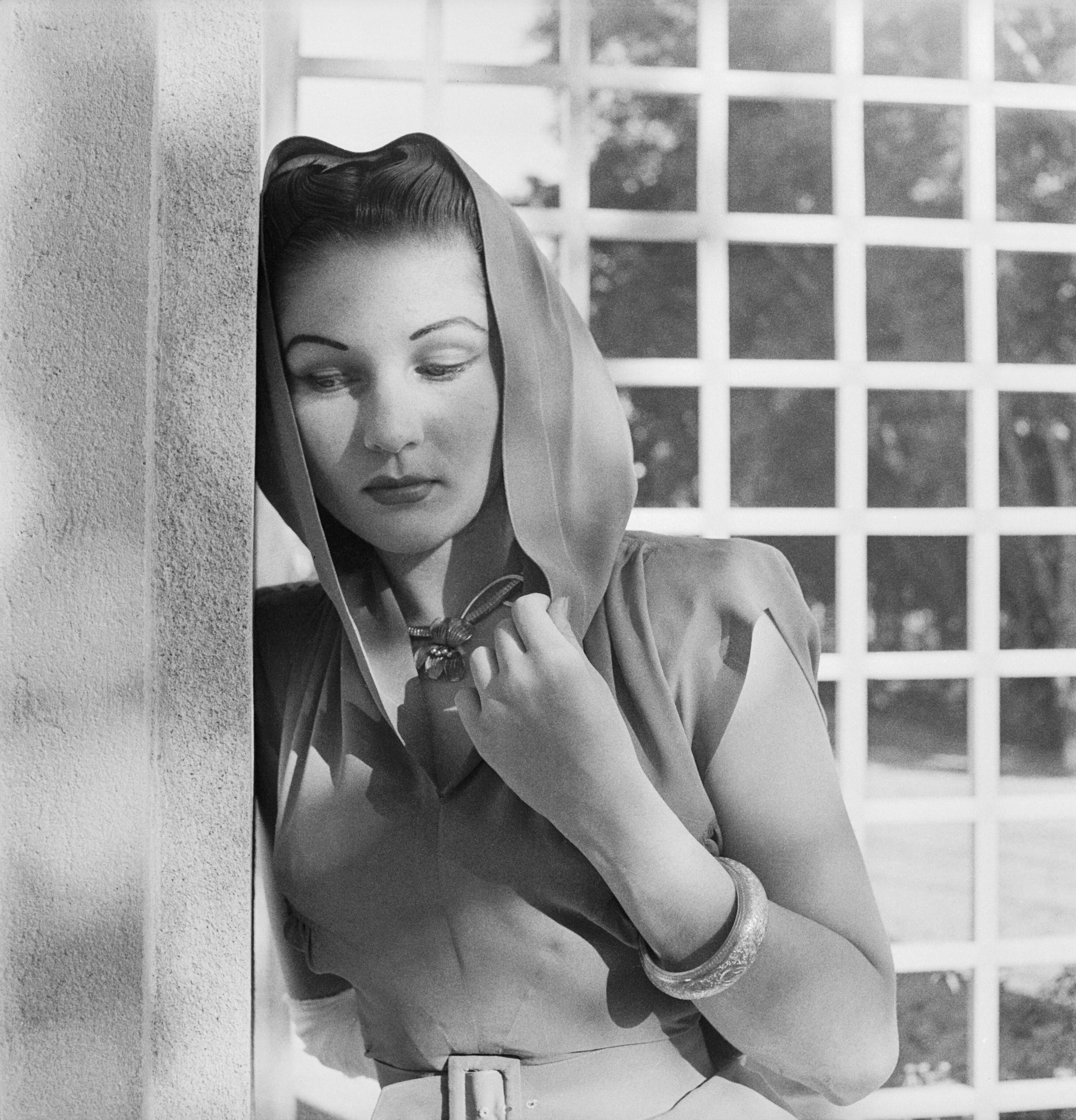
پرتره‌ای سیاه‌وسفید از فوزیه، شاه‌دخت مصر و ملکهٔ ایران در کاخ مرمر، تهران که توسط سیسیل بیتون ثبت شد.

در سال ۱۹۳۵ طراحی صحنهی تئاتر و در سال ۱۹۴۱ کار بر روی فیلم‌ها را آغاز کرد و به خاطر روان بودن و ظرافت طراحی لباسش برای فیلم ژیژی (آمریکا، به کارگردانی وینسنت مینلی، ۱۹۵۷) و بانوی زیبای من (آمریکا، به کارگردانی جرج کاکر، ۱۹۶۴) و بعدها کارگردانی هنریاش برندهی جایزهی اسکار شد. در سال ۱۹۵۷ درجهی ارتشی CBE را دریافت کرد و در سال ۱۹۷۲ در زمینهی عکاسی لقب شوالیه گرفت.
در طول جنگ جهانی دوم، بیتون به وزارت اطلاعات اعزام شد و وظیفهی ثبت تصاویری از خط مقدم جبههی خودی به وی سپرده شد. در مدت این مأموریت بیتون یکی از ماندگارترین عکسها از رنج و عذاب انگلیسی‌ها در جنگ را ثبت کرد. عکسی از قربانی سه‌ساله نبرد «بلیتز»، «آیلین دون» دختربچه‌ای که بر تخت بیمارستان، خرس عروسکیاش را محکم به آغوش گرفته بود.
«ماریو تستینو» که جامعهی مدرن را به تصویر کشیده و مد را به اندازهی بیتون متنوع کار کرده، میگوید: «او به گونهای دورانش را شاخص کرد که گویی تنها عکاس آن دوران بوده‌است». یکی دیگر از مشهورترین عکاسان مد امروزه «نیک نایت» کار او را بخاطر زیبایی و ظرافتش اینگونه ستایش می‌کند: «از تصاویر گیرا و جالب خواهرانش و ژستهای ظریف و شکنندهی مدلهای زیبارویان اجتماع در عکسهایش گرفته تا تصاویر به یادماندنی دوران جنگ، همیشه انسانی حساس و احساسی بود». بیتون در نقش فردی که توسط دوستش «ترومن کاپوتی» به یک انسان تماماً خودساخته توصیف شده بود، خود می‌دانست که چنین سیسیل بودنی شوخی نبود بلکه چیزی بود که برای رسیدن به آن به پافشاری جدی نیاز داشته‌است.
در واقع در مورد اخلاق و رفتار بیتون صحبتهای بسیاری هست از بی‌توجهی به دیگران گرفته تا سوء استفاده از سوژه‌ها تا آنجا که گفته می‌شود حتی با ملکهی بریتانیا نیز چنین رفتاری داشت، اما با وجود همهی این رفتارها، از خلاقیت و کیفیت کار وی نمیتوان گذشت.
اگرچه بیتون با مردان و زنان بسیاری در ارتباط بود، اما عشق بزرگ زندگیش، پیتر واتسون بود.

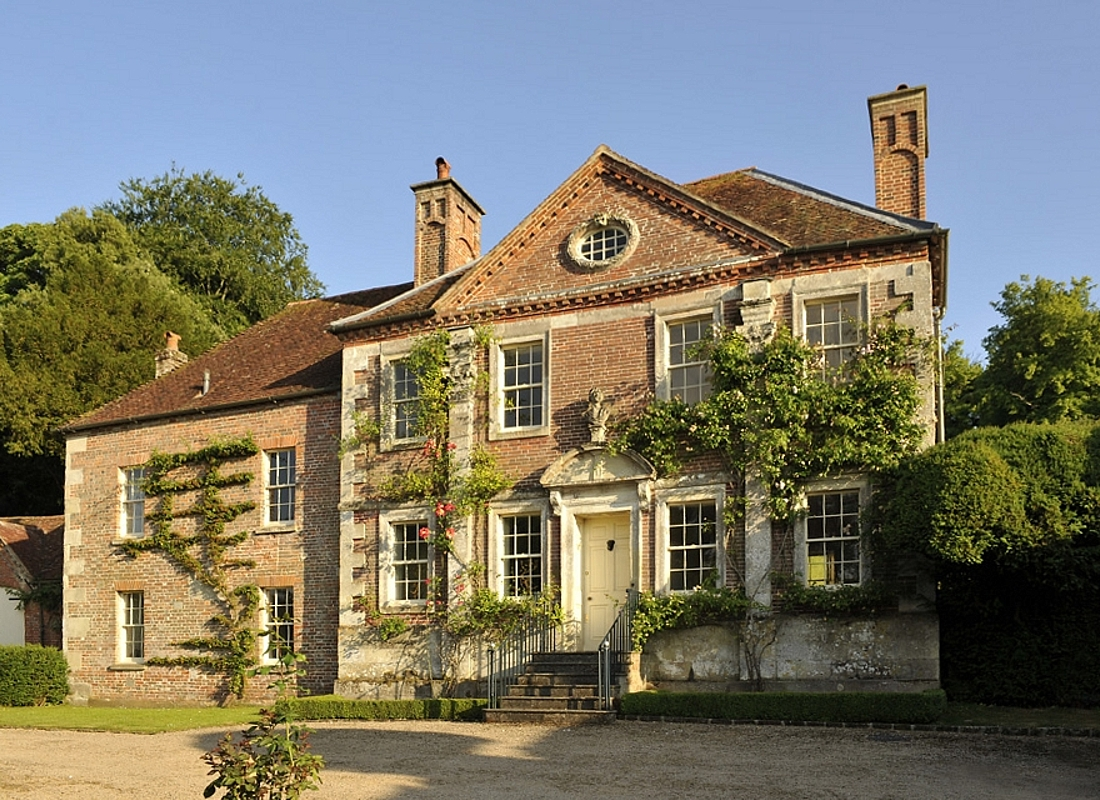
«ردیش هاوس»

سیسیل بیتون در طول دوران فعالیتش بیش از ۴۰ کتاب منتشر کرده که ۶ جلد آن شامل خاطرات زندگی خودش بین سال‌های ۱۹۲۲ تا ۱۹۷۴ می‌باشد. نکته‌ای که در مورد خاطرات بیتون ذکر می‌شود اینست که به دلیل ترس از اتهامات ناروا در زندگیاش، بیان صریح و بی‌پرده برخی از مشاهداتش را بی‌ملاحظگی میپنداشت و در نوشتههایش تناقضاتی از قبیل مکان‌های برخی رخدادها به چشم میخورد، اما اخیراً تعدادی از این خاطرات به صورت سانسور نشده منتشر شده‌است.
بیتون در سال ۱۹۷۴ دچار سکتهی مغزی شد که منجر به فلج شدن سمت راست بدنش برای تمام عمر گردید. در اواخر دههی ۱۹۷۰ با پیرشدنش سلامتش رو به زوال نهاد و در نهایت در ژوئن سال ۱۹۸۰ شب هنگام در خانهاش در «ردیش هاوس»، در براد چاکِ ویلت شایر و در سن ۷۶ سالگی جان سپرد.